# Ica Maxi Arena
Ica Maxi Arena är en ishall i Kumla byggd 1988. Den är hemmarink för Kumla HC. Ica Maxi Arena ersatte den gamla uterinken och har en publikkapacitet på 1200 personer. Publikrekordet sattes när Kumla HC gick upp i Allsvenskan säsongen 1996-1997. Större delen av platserna är ståplats. Under hallens 12 första år löd namnet BOB-hallen innan den bytte namn till MOAB-hallen. Inför säsongen 2010/2011 bytte hallen namn till Weidermans Buss Arena men går nu under namnet Ica Maxi Arena som anspelar på Ica Maxi Stormarknad som är Icas största butiker.